# جالين سميث
جالين سميث (بالإنجليزية: Jalen Smith)‏ هو لاعب كرة سلة أمريكي يلعب في مركز لاعب هجوم قوي الجسم أو لاعب وسط في نادي فينيكس صنز.

## روابط خارجية
- جالين سميث على موقع إن بي أي (الإنجليزية)
- جالين سميث على موقع سبورتس رفرنس (الإنجليزية)
- جالين سميث على موقع كرة السلة الأوروبية.كوم (الإنجليزية)
- جالين سميث على موقع إي إس بي إن.كوم (الإنجليزية)
- جالين سميث على موقع كلية كرة السلة في سبورتس رفرنس.كوم (الإنجليزية)
- جالين سميث على موقع ريلجم (الإنجليزية)
- جالين سميث على موقع بروبوليرز (الإنجليزية)
- جالين سميث على موقع سبورتس رفرنس (الإنجليزية)